# André Heller

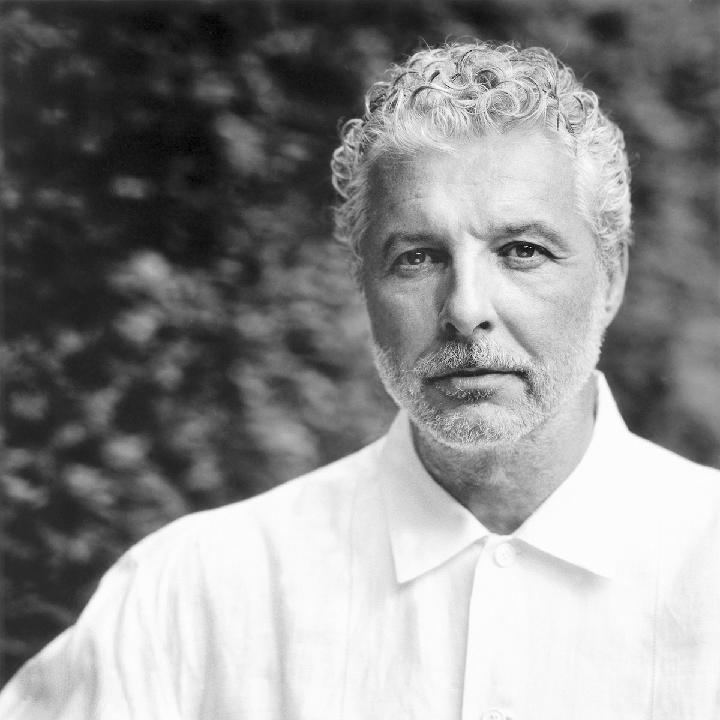
André Heller, 2006

André Heller, auch Andre Heller, Franz Heller oder Franz André Heller; Geburtsname Francis Charles Georges Jean André Heller-Hueart (* 22. März 1947 in Wien als französischer Staatsbürger), ist ein österreichischer Multimediakünstler, Aktionskünstler, Kulturmanager, Autor, Lyriker (Selbstbezeichnung Poet), Chansonnier und Schauspieler.

## Leben

### Frühe Jahre
Heller entstammt väterlicherseits einer wohlhabenden jüdischen Familie von Süßwarenfabrikanten: Sein Vater Stephan (1895–1958)  war der Sohn von Wilhelm Heller (1859–1931), einem der beiden Gründer der Wiener Süßwarenfabrik Gustav & Wilhelm Heller. Diese Firma gilt als Erfinder des Dragées. Seine Mutter war Elisabeth Heller (geb. Wenig) (1914–2018), sein älterer Bruder Fritz leitete nach dem Tod des Vaters das Unternehmen. Weil sein Vater wegen des Nationalsozialismus emigrieren musste und nach dem Krieg zwar zurückkehrte, doch hauptsächlich in Paris lebte, führte André Heller anfangs die französische Staatsbürgerschaft. Die 1933 geschlossene Ehe seiner Eltern wurde anlässlich der Emigration seines Vaters geschieden und nach dessen Rückkehr ein zweites Mal geschlossen.
2017 erschien sein Buch Uhren gibt es nicht mehr. Gespräche mit meiner Mutter in ihrem 102. Lebensjahr. Das Film-Porträt Elisabeth Heller – Die Jahrhundertfrau von Beate Thalberg und Isolde von Mersi erschien 2012 im ORF.
Nach seinen eigenen Aussagen war für seine literarische Orientierung schon während seiner Schulzeit der fast tägliche Besuch im Café Hawelka ausschlaggebend. In diesem Wiener Kaffeehaus traf er auf Literaten wie Friedrich Torberg, H. C. Artmann und fallweise Elias Canetti sowie Hans Weigel und Helmut Qualtinger, mit dem er später zusammenarbeitete und auftrat. Bei Hans Weigel und dessen Lebensgefährtin Elfriede Ott nahm er Schauspielunterricht.
Nach seiner Kindheit und frühen Jugend in Wien besuchte Heller die Privatmittelschule Bad Aussee.

### Theater, Rundfunk, Fernsehen, Gesang
André Heller spielte zunächst mit wenig Erfolg an Wiener Avantgardebühnen, wie auch als DJ im Wiener Tanzlokal Scotch und arbeitete später als Programmgestalter beim Österreichischen Rundfunk (ORF).
1967 gehörte er zu den Gründern des ersten deutschsprachigen Popsenders Ö3, bei dem er zunächst die Sendung Musicbox moderierte. In dieser Funktion führte er Interviews mit John Lennon, mit dem er das Grab von Franz Schubert auf dem Wiener Zentralfriedhof besuchte, und Anita Pallenberg. 1968 wurde er Co-Autor der erfolgreichen Fernsehsendung Wünsch Dir was. Im selben Jahr erschien auch seine erste Langspielplatte mit dem Titel Nr. 1. Einem breiteren Publikum in Österreich und in der Folge auch in Deutschland wurde Heller 1972 bekannt, als der ORF die surreale Fernsehshow Wer war André Heller? ausstrahlte. Außerdem erschien in diesem Jahr seine zweite LP namens Platte, und bei den Wiener Festwochen wurde sein erstes Theaterstück mit dem Titel King-Kong-King-Mayer-Mayer-Ling uraufgeführt.

### Chansonnier
Heller erspielte sich über 15 Jahre hinweg einen Ruf als Schlagersänger, Chansonnier und Liedermacher. Dabei arbeitete er mit internationalen Künstlern wie Astor Piazzolla, Dino Saluzzi, Freddie Hubbard, aber auch österreichischen Künstlern wie Toni Stricker, Wolfgang Ambros oder Helmut Qualtinger zusammen. Heller vertonte vielfach eigene Lyrik, sang aber auch Texte anderer Autoren. So wurde der Titel Catherine aus dem Jahr 1970 zu einem der ersten Hits von Heller. Den Text schrieb der noch weitgehend unbekannte Reinhard Mey, die Musik der Austro-Kanadier Jack Grunsky.
Im November 1975 unternahm Heller eine gefeierte Konzert-Tournee nach Israel, von der Aufnahmen 1978 auf dem Live-Album Bitter und Süß erschienen.
Heller arbeitete häufig mit dem 1973 aus Österreich in die Vereinigten Staaten ausgewanderten Musiker Peter Wolf zusammen, der in der Gruppe des Rockmusikers Frank Zappa spielte. So erschien die Austropop-LP Andre Heller Poetic Sound – Music For Lovers And Loosers des Peter Wolf Objective Truth Orchestra, die allerdings eine reine Instrumentalplatte ist, und Wolf wirkte bei Hellers Album Basta mit. Heller verfasste den Text des von Wolf vertonten Liedes Heute in Jerusalem, mit dem die Sängerin Ina Wolf unter ihrem damaligen Künstlernamen am Eurovision Song Contest 1979 teilnahm, wo es allerdings nur einen geteilten letzten Platz erreichte.
Heller spielte von Werner Schneyder ins Wienerische übersetzte Chansons von Jacques Brel wie „Franz“ (nach dem Brél-Titel Jef) ein und gab in Titeln wie Angstlied (Verwunschen, 1980) anhand von traumatischen Kindheitserlebnissen intime Einblicke in seine Biographie und seine katholisch-jüdische Herkunft. Titel wie Miruna, die Riesin von Göteborg (Verwunschen, 1980) sind wiederum von der Wiener Schule des „Phantastischen Realismus“ beeinflusst. Das Lied vom idealen Park (Narrenlieder, 1985) oder die im Duett mit Wolfgang Ambros eingespielte Bob-Dylan-Coverversion Für immer jung (Stimmenhören, 1983) gelten heute als klassische Titel des Austropop.
Dennoch wandte er sich seit Beginn der 1980er Jahre zunehmend Inszenierungen, Aktionen und Installationen zu und beendete dafür 1982 seine Konzerttätigkeit. 1985 folgte das Album Narrenlieder, das aber kein Erfolg mehr wurde. Es war bis in die 2000er Jahre seine letzte Plattenaufnahme. Zwischen 1967 und 1985 veröffentlichte er insgesamt 14 LPs. 1991 schrieb er rückblickend über diese Zeit:

„Ich habe 1967 begonnen, meine Gedichte mittels meiner Stimme über Schallplatte und in Liederabenden Millionen Menschen zugänglich zu machen. Dies war nach dem Beispiel Bob Dylans zunächst sinnvoller als Lyrikbändchen im Selbstverlag oder bei Suhrkamp zu veröffentlichen. 1982, also durchaus im Zenit dieser Karriere, mußte ich meine Konzerttätigkeit beenden, weil es mir zur Qual wurde, um 20 Uhr vor einigen tausend Zuhörern begabt zu agieren, nur weil sie Eintritt bezahlt hatten.“

2004 wurde er mit dem Amadeus Austrian Music Award für Ruf und Echo ausgezeichnet. Diese 3-CD-Retrospektive wurde von Chris Gelbmann initiiert, einem österreichischen Liedermacher und damaligen A&R-Manager von Universal Music.
Aus Anlass seines 60. Geburtstags gab André Heller im April 2007 im Wiener Radiokulturhaus nach 25-jähriger Bühnenabstinenz einen Liederabend unter dem Titel Konzert für mich. Alfred Gusenbauer hielt auf ihn die Laudatio.

### Politisches Engagement
Während der Kreisky-Peter-Wiesenthal-Affäre im Jahr 1975 warf Heller dem österreichischen Bundeskanzler Bruno Kreisky vor, den FPÖ-Politiker Friedrich Peter gegen den von Simon Wiesenthal erhobenen Verdacht einer Beteiligung an Kriegsverbrechen in Schutz genommen und überdies die Existenz eines jüdischen Volkes geleugnet zu haben. Aus Protest lehnte Heller für seine Israel-Tournee im gleichen Jahr ein österreichisches Patronat mit Empfang in der Botschaft ab.
Heller unterstützte Kreisky vor der Nationalratswahl 1979 trotz seiner Haltung zu Peter und seiner Befürwortung der Inbetriebnahme des Kernkraftwerks Zwentendorf, die 1978 in einer Volksabstimmung gestoppt wurde, weil Kreisky als einziger seriöser Kanzlerkandidat eine Regierungsbeteiligung der FPÖ ausgeschlossen habe.
Anfang der 1980er Jahre wurde Heller zu einem Proponenten der Friedensbewegung. Im Dortmunder Konzert „Künstler für den Frieden“ am 21. November 1981 trug Heller ein Gedicht vor. Er sprach als Schlussredner auf der Friedensdemonstration am 15. Mai 1982 in Wien.
1982 unterstützte Heller als „ein in Wien lebender Jude“ einen Aufruf an Israel von 50 österreichischen Juden, unter ihnen Karl Kahane und Bruno Kreiskys Sohn Peter, der in mehreren österreichischen Zeitungen und als Annonce in der Jerusalem Post erschien und worin die Invasion des Libanon kritisiert und Verhandlungen mit den Palästinensern verlangt wurden. Der israelische Botschafter Issachar Ben-Yaacov wollte sich daraufhin mit Vertretern der Gruppe treffen.
Im August 1982 veröffentlichte Heller in der Zeitschrift profil einen „Offenen Brief“ an den israelischen Botschafter, worin er auf sein bisheriges Engagement gegen Antisemitismus hinwies, zugleich den israelischen Präsidenten Menachem Begin für das Massaker von Deir Yasin kritisierte und ihn als Verursacher antisemitischer Ausschreitungen bezeichnete. Heller resümierte:

„Die jahrtausendelange jüdische Leidensgeschichte wird von ihren eigenen Opfern verhöhnt, wenn diese daraus irgend etwas anderes lernen als Erbarmen, Toleranz, Menschenwürde und die Fähigkeit, beharrlich zu lieben. Dafür lohnt es zu kämpfen und für nichts sonst auf diesem Stern.“

Daraufhin wurde Heller von Peter Stephan Jungk und Henryk M. Broder Beihilfe zum Antisemitismus vorgeworfen.
Beim Konzert „Künstler für den Frieden“ am 11. September 1982 im Bochumer Ruhrstadion führte Heller das Lied „Erhebet Euch Geliebte“ auf, das 1983 auf Stimmenhören erschien. Am 6. November 1982 wirkte Heller als Organisator und einer von 200 Künstlern vor 10.000 Besuchern bei einem Konzert „Künstler für den Frieden“ in der Wiener Stadthalle mit.
Nachdem die Kommunistische Partei Österreichs ein Kontingent von 800 Eintrittskarten aufgekauft hatte, erklärte Heller, er sei

„… nicht im geringsten Kommunist, akzeptiere es aber, in der Friedensbewegung mit einigen glaubwürdigen antifaschistischen Kommunisten im Interesse des übergeordneten gemeinsamen Überlebens am selben Strick zu ziehen, solange bei unseren Veranstaltungen gewährleistet ist, daß Verbrechen wie der Überfall auf Afghanistan und die Menschenrechtsverletzungen der UdSSR mit der gleichen Selbstverständlichkeit kritisiert werden wie die untragbaren Zustände in Chile oder Südafrika.“

Nach dem Konzert nahm Heller in der Wochenpresse gegen von Hubertus Czernin geäußerte Kritik an seinem politischen Engagement Stellung.

### Veranstalter
1976 gründete Heller zusammen mit Bernhard Paul den Zirkus Roncalli, stieg jedoch noch im Gründungsjahr wieder aus dem Gemeinschaftsprojekt aus, seiner Darstellung nach, weil er „den Erfolg nicht teilen wolle“. Laut Paul hatte Heller „den Zirkus fast in den Ruin getrieben“.
1977 scheiterte Heller mit seinem Versuch, die Stadt München für eine „Weltausstellung der Phantasie“ auf dem Olympiagelände zu gewinnen, da die Behörden die finanzielle Realisierbarkeit bezweifelten. 1983 begann er eine Zusammenarbeit mit Stefan Seigner, der bis 2003 seine Geschäfte führte.

### Schauspieler
Bereits 1968 war Heller (Pseudonym: André Miriflor) Mitfinancier des mit Erika Pluhar hauptbesetzten Films Moos auf den Steinen, für den er nach eigenen Angaben sein Erbteil aufgebraucht habe. Darin stand er auch selbst vor der Kamera.
Heller spielte in diversen internationalen Kinofilmen, unter anderem in Hans-Jürgen Syberbergs Karl May und Hitler, ein Film aus Deutschland, Radu Gabreas Fürchte dich nicht, Jakob! und Doktor Faustus von Franz Seitz, sowie in Peter Schamonis Frühlingssinfonie sowie eine Nebenrolle in Maximilian Schells 1979 herausgekommener Verfilmung der „Geschichten aus dem Wienerwald“ von Ödön von Horváth. Bereits 1969 hatte Heller in einer Fernsehfassung von Arthur Schnitzlers Tragikomödie Das weite Land unter der Regie von Peter Beauvais mitgewirkt: An der Seite von O. W. Fischer (als Friedrich Hofreiter), Ruth Leuwerik (Genia Hofreiter), Walter Reyer (Dr. Franz Mauer), Helmut Qualtinger (Bankier Natter) und anderen verkörperte er Gustav Wahl, den Bruder von Erna Wahl (Sabine Sinjen).
1989 war er auch als Briefmarkenkünstler tätig. Im Auftrag der Postverwaltung der Vereinten Nationen entwarf er die Briefmarke zum zehnjährigen Jubiläum der UNO-Wien.

### Kulturmanager
Heller war von 2003 bis 2006 als Kulturkoordinator für die Fußball-Weltmeisterschaft 2006 in Deutschland tätig. Er gestaltete im Jahr 2000 die Finalpräsentation für die erfolgreiche bundesdeutsche Bewerbung und entwarf 2003 einen „Fußball-Globus“, der als „architektonischer Vorbote der WM“ durch Deutschland tourte. Heller ist der Erfinder des Fußball-WM-Mottos „Die Welt zu Gast bei Freunden“.
Die für die Fußballweltmeisterschaft von André Heller geplante Eröffnungsgala im Olympiastadion Berlin, an der auch Brian Eno und Peter Gabriel beteiligt waren, wurde am 13. Jänner 2006 durch die FIFA abgesagt. Als Grund wurde genannt, dass der Rollrasen, der nach Ende der Gala neu verlegt hätte werden müssen, bis zum ersten dort stattfindenden Spiel (13. Juni 2006) möglicherweise nicht mehr in perfekter Qualität angewachsen wäre. Gerade wegen des Scheiterns bilanziert Heller dieses Projekt als „interessante Erfahrung“.
Grundsätzlich lässt sich André Heller – laut eigenen Angaben – nur auf Arbeiten ein, die ihn in seinem künstlerischen Lernhorizont weiterbringen. Selbst ein hypothetisches Angebot von 100 Millionen Dollar seien ihm nicht Grund genug, eine Sache umzusetzen, die für seine Entwicklung nicht sinnvoll sein würde. „Das ist zwar verlockend, weil mir einiges einfällt, was man an klugen und tiefen und spannenden Projekten mit 100 Millionen Dollar machen kann, aber letztlich darf ich nicht meine Zeit veruntreuen. Ich weiß doch nicht, ob ich nicht im nächsten Satz tot umfalle“, äußerte Heller dazu in einem SWR-Interview.
Am 21. September 2018 wurde bekannt, dass André Heller das Wiener Urania-Puppentheater („Kasperl & Pezi“) als Eigentümer vom bisherigen Direktor Manfred Müller übernimmt.
Im November 2024 wurde bekannt, dass ein von Heller gegründetes Unternehmen das stadtTheater walfischgasse übernehmen und betreiben soll.

### Privates
André Heller war von 1970 bis 1984 mit der Schauspielerin, Sängerin und Autorin Erika Pluhar verheiratet. Einige Jahre lebte er in den 1970er Jahren mit der Burgschauspielerin Gertraud Jesserer zusammen, viel später mit der Schauspielerin Andrea Eckert. Kurzzeitig liiert war Heller Mitte der 1980er Jahre auch mit Anke Kesselaar, der damaligen Ehefrau Rudi Carrells.
Gegenwärtig lebt Heller mit dem früheren Model Albina Bauer (frühere Schmid) zusammen. Mit der Fotografin Sabina Sarnitz, mit der er nur wenige Monate zusammen war, hat er den Sohn Ferdinand Sarnitz, der als Musiker unter dem Künstlernamen Left Boy bekannt ist.
Auf die Frage nach seiner Religiosität antwortete er: „Dieser zweitausend Jahre alte jüdisch-christliche Irrsinn von Sünde und Krankheit als Weg und Einschüchterung, gegen den wehrt sich mein Hausverstand, seit er denken kann.“ Er tritt auch in der Öffentlichkeit religionskritisch auf. So äußerte er: „Ich gehöre zu keinem Religionsverein […]. Ich bin immer ganz baff […], wenn ich Menschen treffe, die der Ansicht sind, dass Gott bei ihrem Verein ist – eingetragenes Mitglied. Die Vorstellung, dass Gott nur bei den Buddhisten oder nur bei den Juden oder nur bei den Mohammedanern oder nur bei den Katholiken ist – ist ja vollkommen verrückt. Das kann doch keiner ernsthaft behaupten.“
Heller besitzt eine Wohnung am Franziskanerplatz im 1. Bezirk in Wien. In seinem vormaligen Wohnsitz in der Renngasse empfing Heller im Jahr 2000 den damaligen deutschen Bundeskanzler Gerhard Schröder. Er lebt in Wien und in der dem Giardino Botanico A. Hruska / Botanischer Garten Gardone zugehörigen Villa in Gardone Riviera, die von 1988 bis 2014 in seinem Besitz war, sowie in seinem von ihm mitentworfenen Garten „Anima“ im Ourika-Tal bei Marrakesch in Marokko.

### Kontroverse um Kunstfälschung
Die Wiener Wochenzeitung Falter berichtete im November 2022, dass Heller eine genuine Zeichnung von Jean-Michel Basquiat mit einem von Heller selbst gefertigten Rahmen versehen und diesen als genuin verkauft habe. Zuerst wurden Bild und Rahmen 2017 gemeinsam um sieben Millionen Euro angeboten, fanden jedoch keinen Käufer. 2018 verkaufte Heller den Rahmen um 800.000 Euro. Heller bestritt in einer ersten Stellungnahme den Vorwurf des Betrugs und behauptete, dass dies nur ein „kindischer Streich“ gewesen sei, um den Kunsthistoriker und Basquiat-Experten Dieter Buchhart hereinzulegen.
Das Verfahren wurde im August 2023 eingestellt.

## Auszeichnungen
- 1986: Bambi
- 1993: Berliner Bär (B.Z.-Kulturpreis)
- 2004: Amadeus Austrian Music Award für „Ruf und Echo“
- 2004: wurde er in die Liste der 50 wichtigsten Österreicher der letzten 50 Jahre bei einer Leserumfrage der Tageszeitung Kurier gewählt
- 2011: Romy für Scheitern, Scheitern, besser Scheitern als Beste Dokumentation TV
- 2011: Ferdinand-Raimund-Ring
- 2015: Platin-Romy für das Lebenswerk[7][44]
- 2020: Amadeus Austrian Music Award für das Lebenswerk[45]
- 2021: Österreichischer Musiktheaterpreis – Sonderpreis für die beste internationale Musiktheaterproduktion für sein Opernregiedebüt des Rosenkavaliers an der Berliner Staatsoper Unter den Linden[46][47]

## Werke (Auswahl)

### Aktionen, Installationen, Inszenierungen, Design

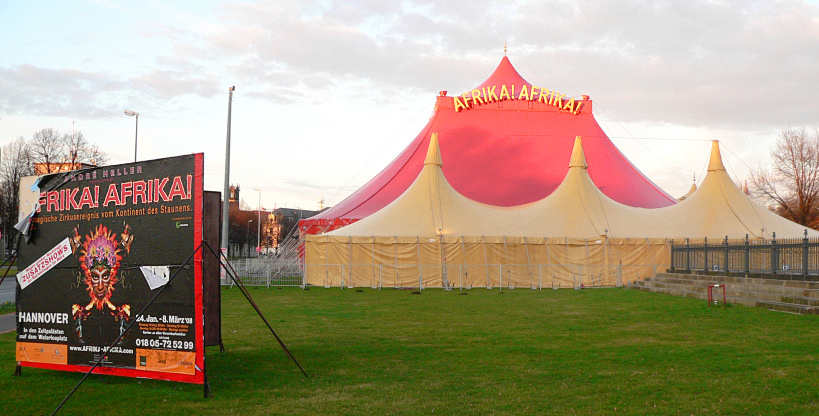
2008: Zeltstadt von Afrika! Afrika! auf dem Waterlooplatz in Hannover

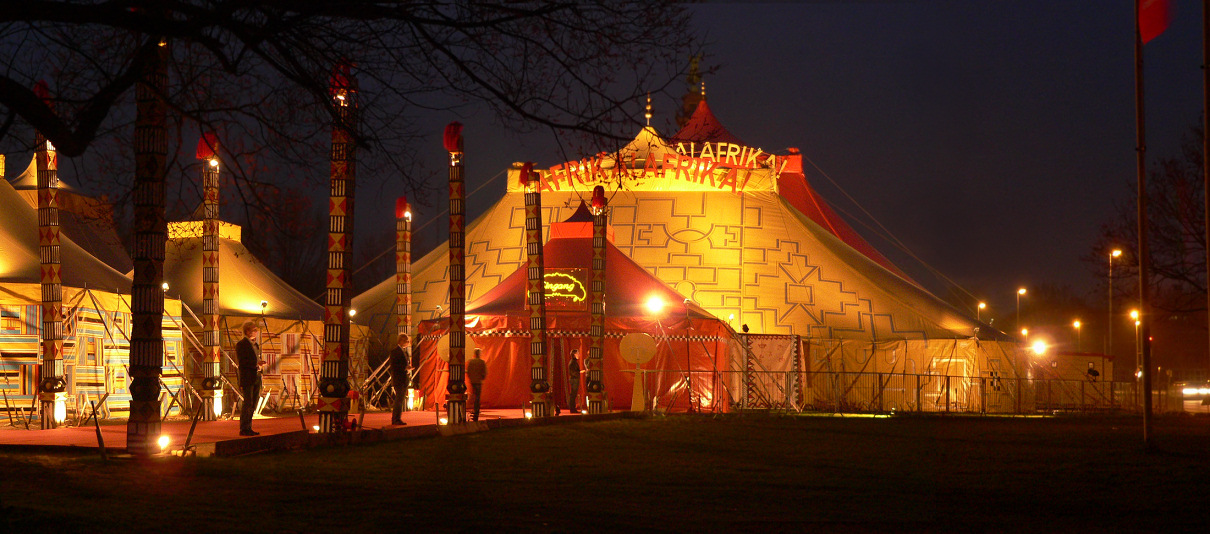
Zeltstadt nachts

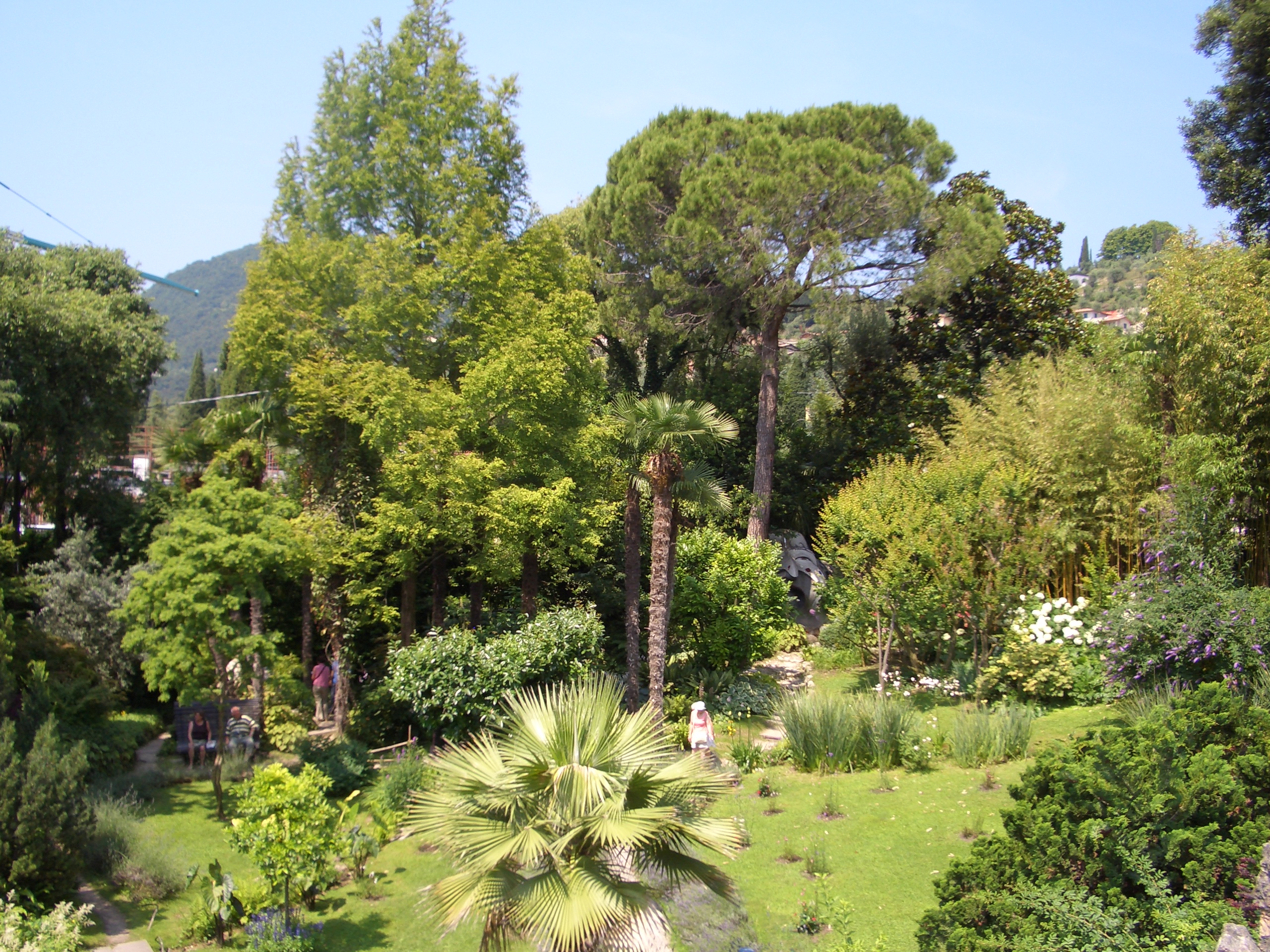
Giardino Botanico in Gardone Riviera

- 1981 – Im Rahmen der Wiener Festwochen entsteht das poetische Varieté Flic Flac, mit dem er anschließend auf Europa-Tournee geht.
- 1983 – Das Pyro-Poem Theater des Feuers (Teatro de Fogo) nach dem Vorbild barocker Licht- und Farbspiele findet in Lissabon statt. Heller finanziert das Spektakel aus eigener Tasche und gerät an den Rand des Bankrotts.
- 1984 – Das Feuerspektakel Sturz durch Träume vor dem Berliner Reichstag zieht 650.000 zahlende Zuschauer an
- 1984 – Feuertheater mit Klangwolke vor dem Reichstagsgebäude in Berlin
- 1985 – Für die Bundesgartenschau in Berlin realisiert Heller ein Blumenbild aus 40.000 Pflanzen unter dem Titel Misstraue der Idylle.
- 2. November 1985 – Die Show Begnadete Körper hat am Deutschen Theater München Premiere. Heller engagiert hierfür in chinesischen Artistenschulen 60 Jongleure, Equilibristen und Akrobaten, entwirft Bühnenbild und Kostüme und verfasst die Moderation.
- 1986 – In Graz entsteht ein Dichtergarten: Aus Blumen formt Heller Kernsätze bedeutender Schriftsteller.
- 1986 – Die Heißluftballon-Skulpturen Himmelszeichen schweben am Himmel von London, München, Venedig, Oslo, New York, Moskau, San Francisco und über den Niagarafällen.
- 1986 – Mit der Show Salut für Olga bemüht sich Heller um eine Wiederbelebung der Varieté-Künste
- 1987 – In Hamburg inszeniert Heller Luna Luna, einen „Jahrmarkt der modernen Kunst“. Zahlreiche bekannte zeitgenössische Künstler, darunter Roy Lichtenstein, Salvador Dalí, Joseph Beuys, Friedensreich Hundertwasser und Jim Whiting steuern neben Heller selbst Kunstwerke und Installationen bei.
- 1987 – Clownparade Lachen machen
- 1988 – Body and Soul, eine Show des schwarzen amerikanischen Kulturguts (Spirituals, New Orleans Jazz, Ragtime, Bebop, Sandshoe, Blues, Soul, Scat, Stepptanz)
- 1988 – Erwerb des in Gardone Riviera gelegenen, ca. 10.000 m² großen botanischen Gartens Giardino Botanico A. Hruska.[48]
- 1989 – Chinesischer Nationalzirkus
- 1991 – Jagmandir, das exzentrische Privattheater des Maharana von Udaipur, Indien.
- 1991 – Blumenskulptur mit Brunnen Versinkende Riesin im Schlosspark von Schönbrunn, Wien.
- 1991 – Wonderhouse am Broadway in New York
- 1992 – Bambusmann, eine 55 Meter hohe, schwimmende Skulptur im Hafen von Hongkong
- 1992 – Mit dem Wintergarten-Varieté eröffnet Heller gemeinsam mit Bernhard Paul den Theaterbau in Berlin.
- 1995 – Heller gestaltet die Swarovski Kristallwelten in Wattens, Tirol
- 1996 – Produktdesign: für die 20. Auflage der Brockhaus Enzyklopädie Entwurf der Buchdeckel mit mehreren eingelassenen, kleinen Acrylschaukästen, die von außen sichtbare Objekte enthalten, welche jeweils ein Stichwort des betreffenden Bandes verkörpern (auch: Millenniumsausgabe).
- 1997 – Schiff aus Salz im Toten Meer in Israel.
- 1997 – Der stumme Prophet, eine Lichtskulptur in Aït-Ben-Haddou, Marokko.
- 1997 – Yumé – Flug durch Träume: ein japanisches Kaleidoskop, Tokyo und Europatournee
- 1998 – der Meteorit in Essen, der zum 100-jährigen Bestehen von RWE auf fünf Ebenen „Wunderkabinette zum Thema Energie“ präsentiert, wird eine der wenigen erfolglosen Inszenierungen Hellers und 2003 wieder geschlossen.
- 1998 – Planung einer Parkanlage anima auf einem ehemaligen Krupp-Gelände in Bochum – nicht realisiert
- 1999 – Stimmen Gottes, ein Ereignis mit spirituellen Sängern, Musikern und Tänzern aus zwölf Kulturen, Marrakesch in Marokko
- 2000 – Der Erdgeist, eine 14 Meter hohe Skulptur, halb Mensch, halb Vogel, wacht über den Pavillon „Living Planet Square“ des World Wide Fund for Nature bei der Expo 2000.
- 2002 – Im Herzen des Lichts – Die Nacht der Primadonnen erzählt einen von Heller erdachten und inszenierten Mythos.
- 2002 – Am Théâtre du Châtelet in Paris wird unter Hellers Regie Erwartung von Arnold Schönberg und La Voix Humaine aufgeführt. Die Monolog-Opern singt Jessye Norman.
- 2003 – Fußball-Globus für die Weltmeisterschaft 2006 in Deutschland (inkl. dem WM-Motto „Die Welt zu Gast bei Freunden“).
- 2004 – Jessye Norman eine Dokumentation von André Heller und Othmar Schmiderer
- 2005 – Afrika! Afrika!, Premiere in Frankfurt am Main 15. Dezember 2005
- 2006 – Eröffnungszeremonie der FIFA WM 2006[49]
- 2007 – Ausbau der Swarovski Kristallwelten[50]
- 2011 – Magnifico, Show, zeigte ein Kaleidoskop an märchenhaften Szenen rund um das Motiv Pferd. Die Show hatte ein Budget von etwa 20 Millionen Euro[51] und wurde Mitte 2011 wegen Insolvenz eingestellt.
- 2012 – Bon Voyage – ein Abend mit dem Leben und den Liedern von Greta Keller nach einer Idee von André Heller am Wiener Volkstheater, ein Projekt, eine Revue mit Spielhandlung über die Wiener Diseuse Greta Keller (1903–1977), die in einer One-Woman-Show durch die Schauspielerin Andrea Eckert verkörpert wird.
- 2015 – Eröffnung der Al Noor Insel in Schardscha im Auftrag von Shurooq, der Sharjah Investment and Development Authority des Emirats Schardscha in den Vereinigten Arabischen Emiraten[52]
- 2016 – Eröffnung des Anima Gartens südöstlich von Marrakesch bei Ourika[53]
- 2016 – Rahmen nach Jean-Michel Basquiat[54]
- 2017 – Einweihung der „Weingöttin“, am Fuß der Burg Taggenbrunn am Weingut Taggenbrunn von Andrea und Alfred Riedl[55]
- 2017 – Neugestaltung eines Raums für „Wunderkammer Heroes of Peace“ in den Swarovski Kristallwelten[56]
- 2020 – Inszenierung der Oper Der Rosenkavalier von Richard Strauss an der Staatsoper Berlin Dirigent Zubin Mehta.[57]
- 2021 – Kaleidoskop und Ausstellung Zeiträume in der Burg Taggenbrunn[58]
- 2024 – Reflektor in der Elbphilharmonie Hamburg[59]
- 2025 - Remassuri - Nach Ideen von André Heller, Ursula Strauss und Ernst Molden. Eine ungewöhnliche Reise in die Vielfalt wienerischer Musik.[60]

### Theaterstücke (Auswahl)
- King-Kong-King Mayer-Mayer-Ling – Theaterstück, uraufgeführt 1972
- Sein und Schein – Theaterstück, uraufgeführt 1993 am Wiener Burgtheater

### Schriften
- Sie nennen mich den Messerwerfer. Fischer TBV, 1974.
- Auf und davon. Hoffmann und Campe, 1979.
- Die Sprache der Salamander – Lieder 1971–1981. Hoffmann und Campe, 1981.
- Flic Flac – Ein poetisches Varieté fotografiert von Stefan Moses. Bildband. Ullstein, 1982.
- Wallfahrten zum Allerheiligsten der Phantasie. Henschelverlag, 1990.
- Schlamassel. S. Fischer, 1993.
- Brockhaus-Enzyklopädie 2000. Gestaltung der 24-bändigen Luxusedition. 1998.
- Bilderleben – Öffentliches & Privates. Bildband. dtv, 2000.
- Als ich ein Hund war. Berlin Verlag, 2001.
- Schattentaucher. dtv, 2003.
- Wie ich lernte, bei mir selbst Kind zu sein: Eine Erzählung. S. Fischer, Frankfurt am Main 2008, ISBN 978-3-10-030209-0. (Eine Kindheitserzählung in Anlehnung an seine Jugend im Jesuiteninternat.)[61]
- Wienereien oder ein absichtlicher Schicksalsnarr. Verstreutes gesammelt. Brandstetter, Wien 2012, ISBN 978-3-85033-322-1.[62]
- Das Buch vom Süden. Zsolnay, Wien 2016, ISBN 978-3-552-05775-3.[63]
- Uhren gibt es nicht mehr. Gespräche mit meiner Mutter in ihrem 102. Lebensjahr. Zsolnay, Wien 2017, ISBN 978-3-552-05831-6.[64]
- Thomas Bernhard Hab & Gut: Das Refugium des Dichters. Mit Barbara Vinken, Dietmar Steiner und Ronald Pohl; Brandstätter Verlag, Wien 2019, ISBN 978-3-7106-0310-5.
- Zum Weinen schön, zum Lachen bitter. Erzählungen aus vielen Jahren. Paul-Zsolnay-Verlag, Wien 2020, ISBN 978-3-552-05978-8.
- Tullios Geburtstag Paul-Zsolnay-Verlag, Wien 2021.
- Schattentaucher. Zsolnay Verlag, Wien 2024, ISBN 978-3-552-07355-5

## Diskografie
- Nr. 1 (1970)
- Platte (1971)
- Das war André Heller (1972)
- Neue Lieder (1973)
- A Musi A Musi (1974)
- Andrè Heller poetic sound (1975)
- Bei lebendigem Leib (live, 1975)
- Die frühen Jahre 1966–1969 (1975)
- Abendland (1976)
- Basta (1978)
- Bitter und Süß. André Heller in Israel (Live, Doppelalbum, 1978)
- Ausgerechnet Heller (1979)
- Heurige und gestrige Lieder (gemeinsam mit Helmut Qualtinger, 1979)
- Verwunschen (1980)
- Stimmenhören (1983)
- Narrenlieder (1985)
- Liebeslieder (1989)
- Kritische Gesamtausgabe 1967–1991 (1991)
- Ruf und Echo (2003)
- Bestheller 1967–2007 (2008)
- Spätes Leuchten (2019)

## Filmografie (Auswahl)

### Filme von André Heller
- Im toten Winkel – Hitlers Sekretärin – Dokumentarfilm über Hitlers Sekretärin Traudl Junge; gewann den Panorama-Publikumspreis der Berlinale 2002.
- Scheitern, scheitern, besser scheitern. Filmdokumentarisches Gespräch zwischen Gert Voss und Harald Schmidt
- André Hellers Menschenkinder. Idee und Regie. „André Heller überlässt faszinierenden Persönlichkeiten den Platz vor der Kamera.“ Gesprächsreihe in ORF III, ausgestrahlt in unregelmäßigen Abständen im ORF-III-Hauptabend.[67][68]

Vollständige Auflistung auf der Website von André Heller unter Filmografie.

### Filme mit und über André Heller
- Elisabeth Heller – Die Jahrhundertfrau. Filmdokumentation 2012 (ORF 2) über seine Mutter gemeinsam mit André Heller.[12]
- Andrea Schurian: André Heller – der Gärtner des Südens. Dokumentation, Österreich, ORF, 2016, 45 Min.
- GLOBART Academy: „Wer wagt, bewegt sich – von der Innovation als Lebensart“ auf YouTube, 25. Februar 2016, abgerufen am 9. Mai 2019 (Christine Lemke-Matwey im Gespräch mit André Heller, 25. September 2015. Dauer 1:33:01 Minuten).
- Programmtag zum 70er von André Heller: „ORF III Kultur und Information ehrt zum 70. Geburtstag von André Heller den Sänger, Poeten, Filmemacher, Impresario und Schauspieler mit einem ganzen Programmtag.“ (Schwerpunktseite in: tv.ORF.at, 19. März 2017.)
- Wie ich lernte, bei mir selbst Kind zu sein. Spielfilm von Rupert Henning (2019), basierend auf der 2008 erschienenen gleichnamigen Erzählung mit autobiografischen Zügen von André Heller.

## Belletristische Rezeption
In seinem „heiteren Liebesroman“ Die Vereinigung von Körper und Geist mit Richards Hilfe lässt der Satiriker Chlodwig Poth den Wiener Chansonnier Andreas Herb auftreten, der ein leicht erkennbares Porträt Hellers darstellt. Poth schildert ein Abendessen der Frankfurter pardon-Redaktion mit Herb und gießt dabei reichlich Spott über den Künstler aus.